# برای کشتن یک پادشاه
برای کشتن یک پادشاه (به انگلیسی: To Kill a King) فیلمی محصول سال ۲۰۰۳ و به کارگردانی مایک بارکر است. در این فیلم بازیگرانی همچون تیم راث، دوگری اسکات، اولیویا ویلیامز، جیمز بولام، روپرت اورت، کورین ردگریو، فینبار لینچ، جولیان رایند-تات، آدریان اسکاربرو، جرمی سوئیفت، سم اسپرول، ریچارد برمر و بندیکت کامبربچ ایفای نقش کرده‌اند.

## خلاصه فیلم
فیلم داستان جنگ داخلی انگلستان و به قدرت رسیدن کرامول تا زمان مرگش را به تصویر می‌کشد.